# Ясная Поляна (Курганская область)
Ясная Поляна — деревня в Далматовском районе Курганской области. Входит в состав Песчано-Колединского сельсовета.

## История
Основана в 1926 г. По данным на 1926 год выселок Междуозёрный состоял из 8 хозяйств. В административном отношении входил в состав Бугаевского сельсовета Верхнетеченского района Шадринского округа Уральской области.

## Население
| 1989 | 2002 | 2010 | 2012 | 2013 | 2014 | 2015 |
| ---- | ---- | ---- | ---- | ---- | ---- | ---- |
| 530  | ↘480 | ↘343 | ↘329 | →329 | ↘328 | ↘321 |
| 2016 | 2017 | 2018 | 2019 |      |      |      |
| ↘305 | ↘289 | ↘280 | ↘274 |      |      |      |

По данным переписи 1926 года на выселке проживал 41 человек (23 мужчины и 18 женщин), в том числе: русские составляли 100 % населения.